# Клајнојхаузен
Клајнојхаузен (њем. Kleinneuhausen) општина је у њемачкој савезној држави Тирингија. Једно је од 55 општинских средишта округа Земерда. Према процјени из 2010. у општини је живјело 429 становника. Посједује регионалну шифру (AGS) 16068033.

## Географски и демографски подаци
Клајнојхаузен се налази у савезној држави Тирингија у округу Земерда. Општина се налази на надморској висини од 148 метара. Површина општине износи 8,5 km². У самом мјесту је, према процјени из 2010. године, живјело 429 становника. Просјечна густина становништва износи 51 становника/km².